# Matthieu Bonafous
Matthieu Bonafous (Lione, 7 marzo 1793 – 23 marzo 1852) è stato un agronomo e botanico francese.

## Biografia
Nato da una famiglia di ricchi negozianti piemontesi, originari della Francia, studiò principalmente le colture diffuse nel Sud della Francia, il mais, il riso, la vite e la seta.
Dedicò il suo patrimonio a fondazioni filantropiche: prese parte nella creazione della colonia penale di Mettray e degli istituti agronomici di Grignon de Roville.

## Opere
Scrisse opere notevoli, sia in francese che in italiano: 
- De l'éducation des vers à soie, (Sull'allevamento dei bachi da seta) 1821;
- L'art de cultiver le mûrier, (L'arte di coltivare il gelso) 1822;
- Traité du maïs, (Trattato sul mais) 1833;
- Histoire naturelle du maïs, 1836;
- Ampélographie subalpine, (Ampelografia subalpina).

Tradusse in francese l'opera Principi di economia politica applicati all'agricoltura di Cesare Beccaria (1738-1794), e adattò in francese il poema di Marco Girolamo Vida (1485-1566) sul baco da seta.
Il suo Elogio per Paul-Antoine Cap (1788-1877) venne premiato dall'Accademia francese delle scienze nel 1854.